# Smithfield, New South Wales
Smithfield là một khu vực thuộc ngoại ô thành phố Sydney, tiểu bang New South Wales, Úc. Smithfield cách quận thương mại trung tâm Sydney 31 kilômét (19 mi) về phía tây, thuộc Hội đồng thành phố Fairfield và Cumberland. Đây là một trong những khu ngoại ô lớn nhất trong phạm vi thành phố Fairfield.
Khu này được thành lập vào năm 1836, là khu định cư quy mô lớn đầu tiên của khu vực Hội đồng thành phố Fairfield. Bản quy hoạch năm 1838 vạch ra hình hài khu Smithfield theo lối ô bàn cờ với các con đường vẫn hầu như giữ nguyên tên gọi đến tận ngày nay. Cao độ vào khoảng 21 đến 48 m (69 đến 157 ft) so với mực nước biển. Về mặt địa chất, khu này nằm trên đồng bằng Cumberland. Khu Smithfield gồm nhiều khu dân cư, khu công nghiệp và khu thương mại hợp thành, nhưng nhìn chung cảnh quan đặc trưng nơi đây là các ngôi nhà ở mật độ thấp.
Khu công nghiệp Smithfield-Wetherill Park Industrial Estate có một phần đất thuộc về khu Smithfield. Đây là khu công nghiệp lớn nhất Nam Bán cầu và là trung tâm của công nghiệp chế tạo và phân phối hàng hóa đến vùng đô thị tây Sydney. Smithfield West là một tiểu khu thuộc Smithfield, có ranh giới không chính thức 
từ đường Dublin đến ranh công viên Wetherill.

### Cư dân nổi tiếng
- Harry Kewell, huấn luyện viên, cựu cầu thủ của đội tuyển bóng đá quốc gia Úc[8]
- Chris Bowen, chính khách[9]
- Xuân Tiên, nhạc sĩ gốc Việt Nam, trong thời gian ông ở tại Viện dưỡng lão AVACS.

## Gallery

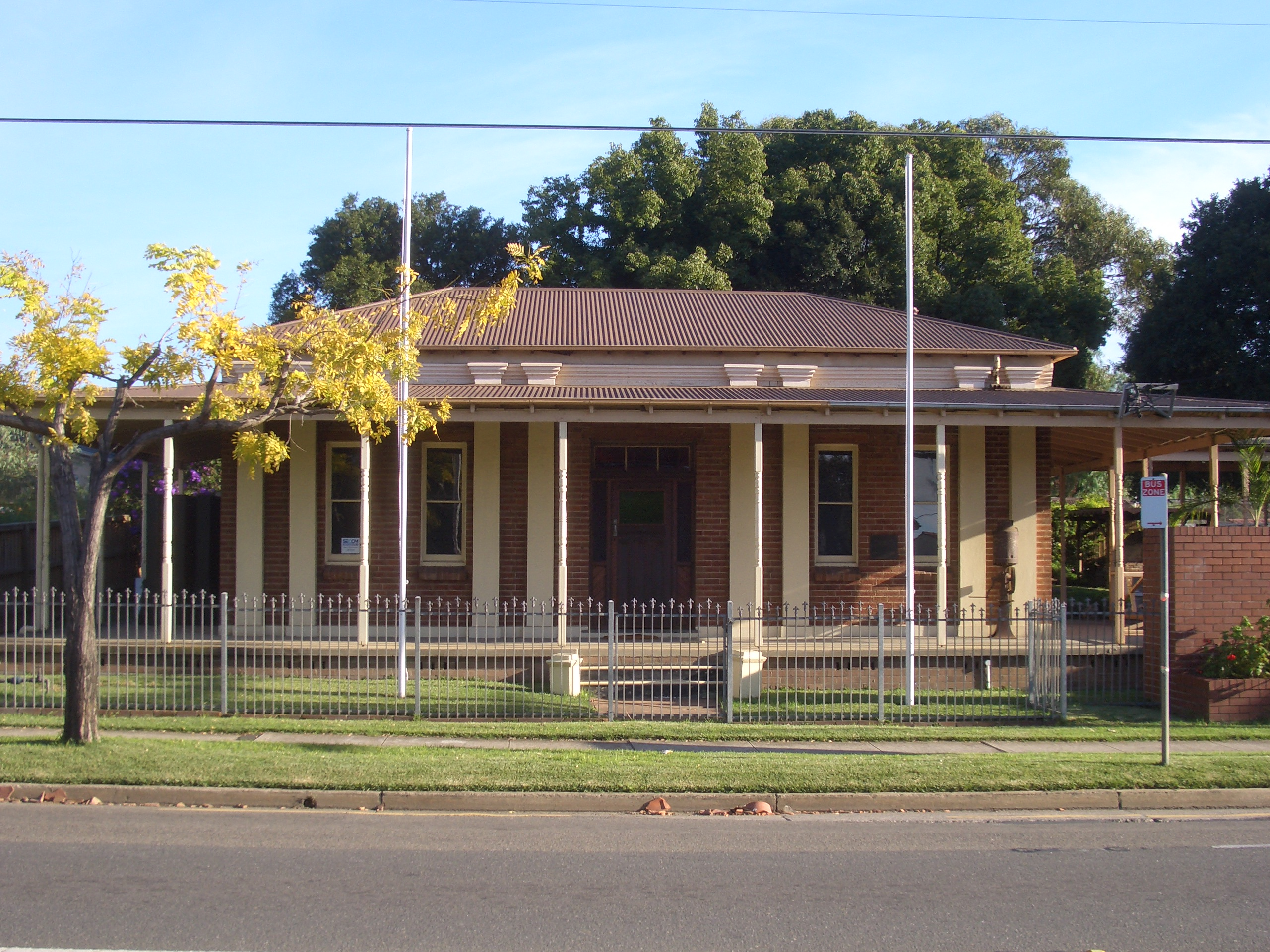
Viện bảo tàng Smithfield
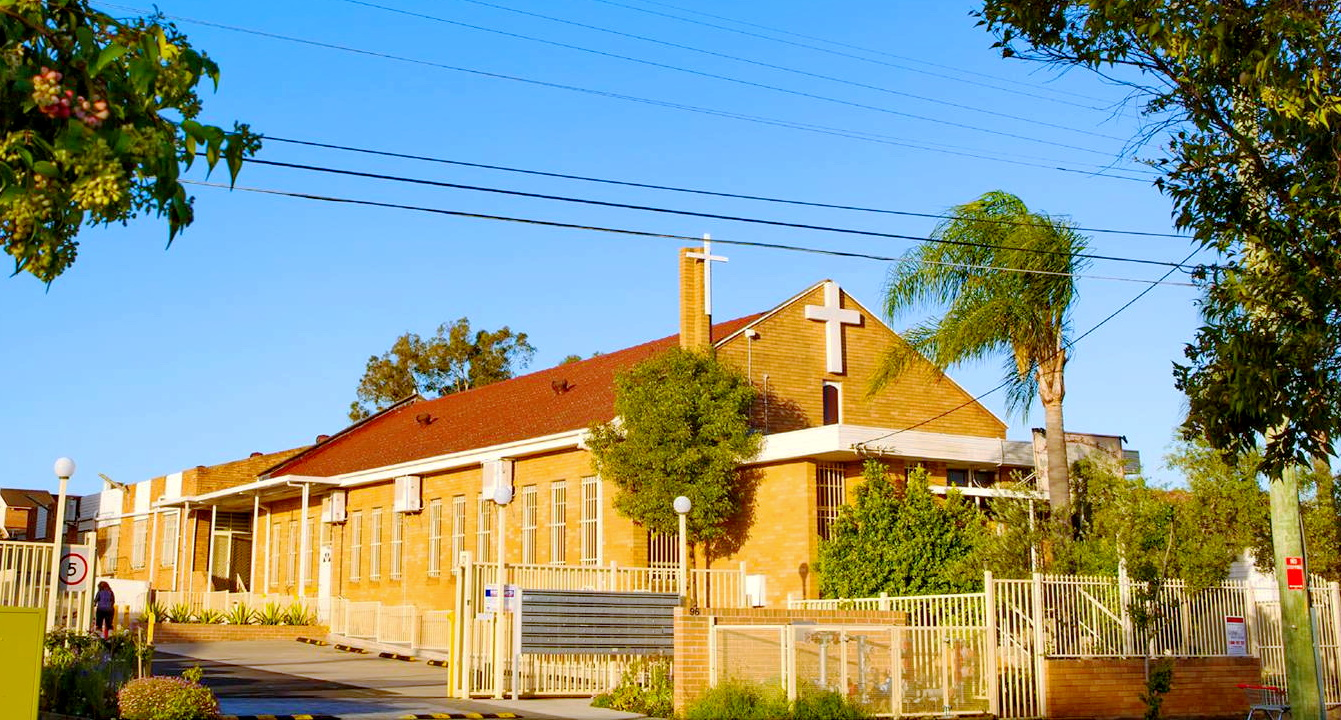
Nhà nguyện St Mary's của người Assyria
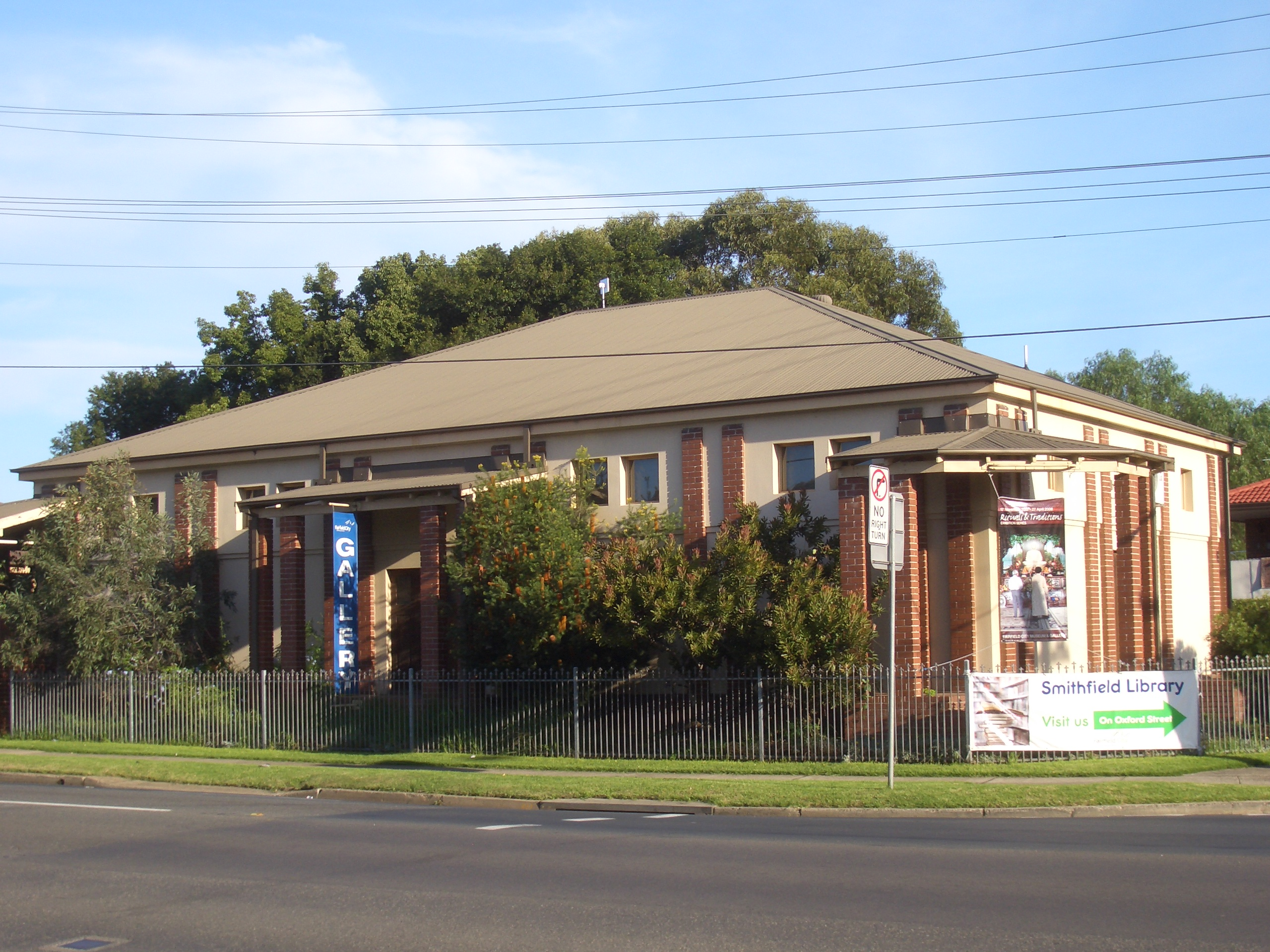
Phòng triển lãm Smithfield
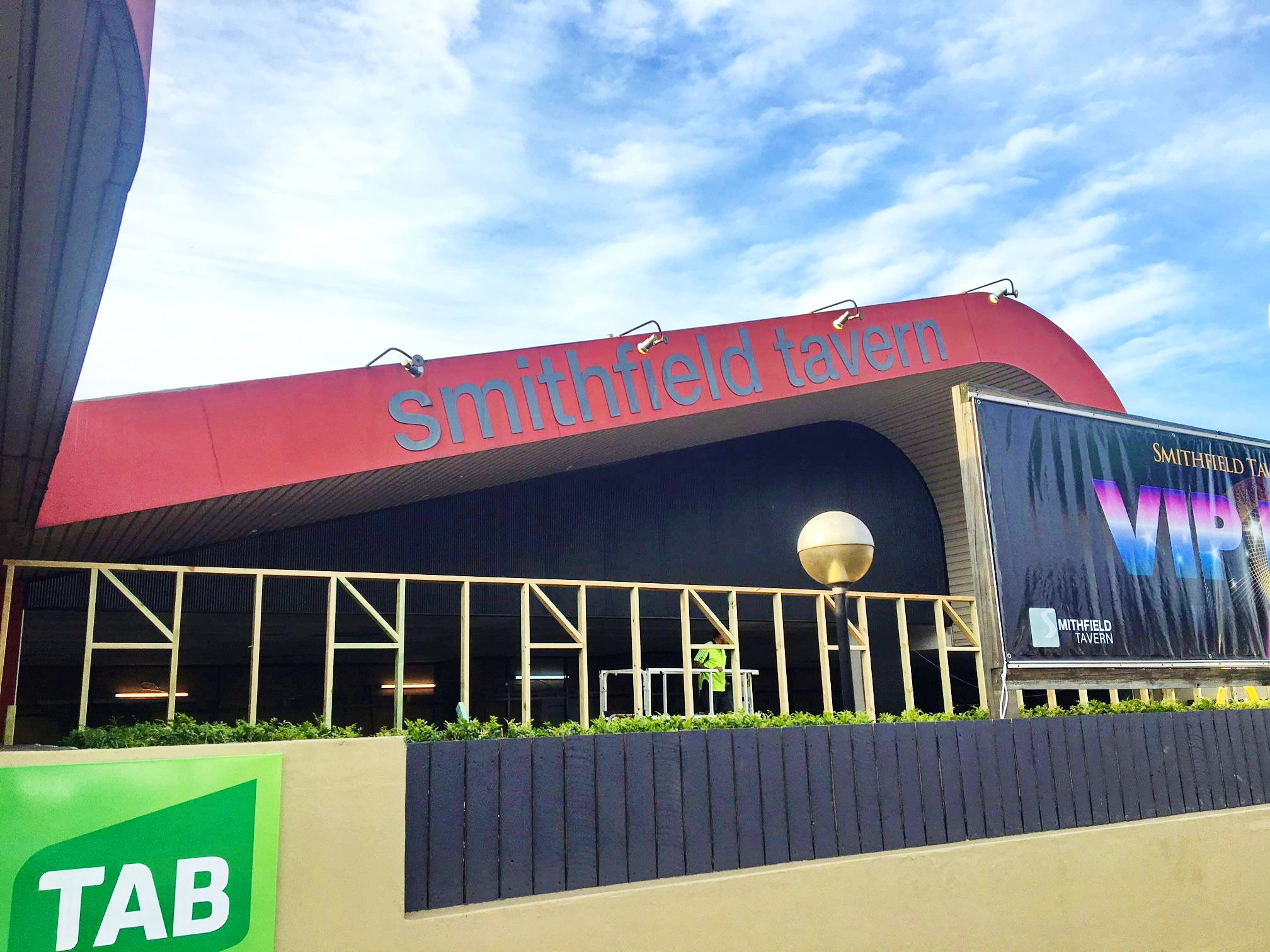
Quán rượu Smithfield